# 23. dobrovolnická divize tankových granátníků SS „Nederland“
23. SS-Freiwilligen Panzergrenadier Division „Nederland“ byla divize, která náležela do Waffen-SS a zúčastnila se bojů druhé světové války. Vznikla 10. února 1945 z SS-Freiwilligen-Panzergrenadier Brigade „Nederland“, která obdržela status divize. Mužstvo tvořili nizozemští dobrovolníci, většinou členové nizozemské nacistické strany NSB.

## Vývoj
- SS-Freiwilligen Verband „Niederlande“ (červenec 1941 – srpen 1941)
- SS-Freiwilligen Legion „Niederlande“ (srpen 1941 – říjen 1943)
- 4. SS-Freiwilligen-Panzergrenadier Brigade „Nederland“ (říjen 1943 – říjen 1944)
- SS-Freiwilligen-Panzergrenadier Brigade „Nederland“ (říjen 1944 – únor 1945)
- 23. SS-Freiwilligen Panzergrenadier Division „Nederland“ (únor 1945 – květen 1945)

## Nasazení
SS-Freiwilligen Legion „Niederlande“ byla zformována v červenci 1941. Bojového nasazení se dočkala v lednu 1942 na východní frontě u jezera Iľmeň. Do března 1942 jednotka utrpěla 80% ztráty.
V srpnu 1943 byla jednotka rozšířena na 4. SS-Freiwilligen-Panzergrenadier Brigade „Nederland“. Síla brigády dosáhla 5500 mužů. Od září 1943 působila proti Titovým partyzánům u Záhřebu.
V lednu 1944 byla přesunuta k Leningradu a v únoru se zapojila do bitvy na Narvě. Rudá armáda podnikala tvrdé útoky a donutila Němce stáhnout se na linii Tannenberg. Zde 29. července 1944 SS-Freiwilligen Panzergrenadier Regiment 49 „de Ruyter“ zničil 113 sovětských tanků útočících na sirotčí vrchol. Při tomto boji byl zabit jeho velitel Obersturmbannführer Sooden. Do srpna 1944 byl SS-Freiwilligen Panzergrenadier Regiment 49 prakticky zničen.
Zbytek brigády byly v lednu 1945 evakuován do Štětína, kde se měly zapojit do obrany na Odře jako součást 11. SS-Freiwilligen Panzergrenadier Division „Nordland“. S tím ale nesouhlasila NSB a tak vznikla 23. SS-Freiwilligen Panzergrenadier Division „Nederland“. Číslo 23. obdržela po zaniklé 23. Waffen-Gebirgs Division der SS „Kama“ (kroatische Nr. 2).
Tato nově vzniklá divize se zapojila do obrany na Odře, mezi městy Štětín a Prudník, společně s divizemi „Nordland“, „Langemarck“ a „Wallonien“.
V dubnu 1945 došlo k rozdělení divize. SS-Freiwilligen Panzergrenadier Regiment 48 „General Seyffard“ zamířil na jih, kde bojoval společně s 15. Waffen-Grenadier Division der SS (lettische Nr. 1). Nakonec byl rozdrcen Sověty u Hammersteinu. 13 vojáků, kteří přežili a byli zajati, Sověti popravili.
Na přelomu dubna a května 1945 se SS-Freiwilligen Panzergrenadier Regiment 49 „de Ruyter“ stáhl z fronty na Odře a začal ustupovat na západ. Když se jednotka ocitla poblíž Berlína, část nizozemských dobrovolníků se připojila k jeho obráncům. Zbytky roztroušené divize se v květnu 1945 vzdaly Američanům v Magdeburku, Tangermünde a Parchimu.

## Velitelé
- SS-Sturmbannführer Herbert Garthe (? listopad 1941 - ? únor 1942)
- SS-Oberführer Otto Reich (? únor 1942 - 1. duben 1942)
- SS-Obersturmbannführer Arved Theuermann (1. duben 1942 - ?)
- SS-Standartenführer Josef Fitzthum (? - ?)
- SS-Brigadeführer Jürgen Wagner (20. duben 1944 - 1. květen 1945)

### Náčelnící štábu
- SS-Sturmbannführer Dietrich Ziemssen (1. květen, 1943 - 12. květen, 1944)
- SS-Sturmbannführer Jürgen von Bock (10. únor, 1945 - 1. březen, 1945)
- SS-Sturmbannführer Reinhard Wörner	(březen, 1945 - květen, 1945)

### Proviantní důstojníci
- SS-Hauptsturmführer Fritz Beister (10. únor, 1945 - 1. březen, 1945)

## Bojová struktura

### SS-Freiwilligen Legion„Niederlande“
- I. Bataillon
  - 1. Kompanie
  - 2. Kompanie
  - 3. Kompanie
  - 4. Kompanie
- II. Bataillon
  - 5. Kompanie
  - 6. Kompanie
  - 7. Kompanie
  - 8. Kompanie
- III. Bataillon
  - 9. Kompanie
  - 10. Kompanie
  - 11. Kompanie
  - 12. Kompanie
- 13. Kompanie (Artillerie)
- 14. Kompanie (Panzerjäger)

### 4. SS-Freiwilligen-Panzergrenadier Brigade„Nederland“
- SS-Freiwilligen Panzergrenadier Regiment 48 „General Seyffard“
- SS-Freiwilligen Panzergrenadier Regiment 49 „de Ruyter“
- SS-Freiwilligen Artillerie Regiment 23 „Niederland Nr.1“ (Nr. 54)
- SS-Nachrichtung Abteilung 23 „Niederland Nr.1“ (Nr. 54)
- SS-Panzerjäger Abteilung 23 „Niederland Nr.1“ (Nr. 54)
- SS-Pionier Battalion 23 „Niederland Nr.1“ (Nr. 54)

### 23. SS-Freiwilligen Panzergrenadier Division„Nederland“
- SS-Freiwilligen Panzergrenadier Regiment 48 „General Seyffard“
- SS-Freiwilligen Panzergrenadier Regiment 49 „de Ruyter“
- SS-Freiwilligen Artillerie Regiment 23 „Niederland Nr.1“ (Nr. 54)
- SS-Nachrichtung Abteilung 23 „Niederland Nr.1“ (Nr. 54)
- SS-Panzerjäger Abteilung 23 „Niederland Nr.1“ (Nr. 54)
- SS-Pionier Battalion 23 „Niederland Nr.1“ (Nr. 54)
- SS-Flak Abteilung 23 „Niederland Nr.1“ (Nr. 54)
- SS-Aufklärungs Kompanie 54 „Niederland Nr.1“
- SS-Feld Ersatz Battalion 23 „Niederland Nr.1“ (Nr. 54)
- Divisionseinheiten 54

## Početní stavy divize
V prosinci 1944 dosáhla SS-Freiwilligen-Panzergrenadier-Brigade „Nederland“ síly 6000 mužů.